# 小山内康人
小山内 康人（おさない やすひと、1956年 - ）は、日本の地質学者、岩石学者。九州大学名誉教授。元日本鉱物科学会会長。元南極地域観測隊隊長。

## 略歴
北海道札幌市生まれ。北海道札幌南高等学校を経て、1981年新潟大学理学部地質鉱物学科卒業。1986年北海道大学大学院理学研究科地質学鉱物学専攻博士後期課程修了。福岡教育大学助教授、ニューサウスウェールズ大学客員研究員、岡山大学教育学部助教授を経て、1997年国立極地研究所客員助教授。2004年九州大学比較社会文化研究院教授。2007年第49次南極地域観測隊副隊長（セールロンダーネ山地調査担当）。2010年日本地質学会理事。2012年日本鉱物科学会副会長。2014年日本鉱物科学会会長、東北大学東北アジア研究センター外部評価委員。2015年九州大学アジア埋蔵文化財研究センター長、第58次南極地域観測隊隊長。同年同辞退。2016年九州大学比較社会文化学府長、日本鉱物科学会監事。2017年九州大学副理事。2018年九州大学共創学部長、情報・システム研究機構国立極地研究所運営会議委員、南極観測審議委員会地圏専門部会長。2019年文部科学省南極地域観測統合推進本部委員。2022年九州大学名誉教授、放送大学福岡学習センター客員教授。モンゴル科学技術大学地質鉱山学部客員教授なども務めた。

## 受賞
- 日本地質学会研究奨励賞 1987[6]
- 日本地質学会小藤賞 1992[6]
- 日本岩石鉱物鉱床学会論文賞 2006[6]
- モンゴル国名誉地質学者（Best Geologist勲章） 2015[6][11]
- 日本鉱物科学会論文賞 2018[6]